# NGC 3041
NGC 3041 is een balkspiraalstelsel in het sterrenbeeld Leeuw. Het hemelobject werd op 23 maart 1784 ontdekt door de Duits-Britse astronoom William Herschel.

## Synoniemen
- UGC 5303
- MCG 3-25-39
- ZWG 92.68
- IRAS 09503+1654
- PGC 28485